# Ecco the Dolphin
Ecco the Dolphin ist eine Videospielreihe, die mit dem erstmals 1992 von der Firma Sega für den Sega Mega Drive veröffentlichten gleichnamigen Spiel ins Leben gerufen wurde. Das Spiel wurde entwickelt von Appaloosa Interactive.

## Spielablauf
Der Spieler schlüpft in die Rolle des jungen Delfins Ecco, dessen Abenteuer ihn in eine fremde, aber atemberaubende Unterwasserwelt entführt. So hilft man an manchen Stellen in Not gekommenen Tieren, die sich alleine in der Unterwasserwelt nicht mehr zurechtfinden. Oder man fängt Fische, leitet einen Fischschwarm oder schwimmt einfach ein Wettrennen.
Bei Berührung von Quallen oder im Kampf gegen bisswütige Haie verliert Ecco an Lebensenergie. Da Ecco auf Atemluft angewiesen ist, muss er ständig an die Oberfläche oder Luftblasen finden. Zur Verteidigung und zur Verständigung setzt Ecco sein Sonar ein. Damit kann er sich nicht nur mit Artgenossen verständigen, sondern auch die nähere Umgebung abforschen.

### Spiele

#### Ecco the Dolphin
Der erste Teil erschien 1992 für Sega Mega Drive, Master System II und Game Gear; später auch auf dem Game Boy Advance (die meiste Musik wurde dort allerdings entfernt). 1995 erschien auch eine PC-Version für Windows 95 und Windows 3.1.
Das Spielprinzip ähnelt einem horizontal scrollendem Plattformspiel, allerdings unter Wasser. Ecco muss angreifenden Gegnern (zum Beispiel Haie) und Gegenständen ausweichen. Es gilt das Verschwinden seiner Familie und Freunde aufzuklären. Die Suche nach ihnen führt Ecco durch labyrinthartige Level in tropischen Gewässern, den offenen Ozean, das kalte Polarmeer, und die versunkene Stadt Atlantis.

#### Ecco: The Tides of Time
Der Nachfolger von 1995 ist eine direkte Fortsetzung des ersten Teils. Es gibt neue Rätsel, neue Gegner, und neue Fähigkeiten. Ecco wird in manchen Abschnitten in einen Hai, eine Qualle, eine Möwe, und einen Fischschwarm verwandelt. Die Grafik wurde verbessert und es wurden neue Level mit einer Pseudo-3D Perspektive eingeführt.
Ein dritter Teil war in Planung, wurde aber nicht entwickelt.

#### Ecco Jr.
Dieses Spiel, ebenfalls von 1995, ähnelt den ersten beiden Spielen, ist jedoch keine Fortsetzung, sondern ein eigenständiger Titel. Der Schwierigkeitsgrad ist deutlich niedriger, denn die Zielgruppe waren eher die jüngeren Spieler.

#### Ecco the Dolphin: Defender of the Future
Die Sega-Dreamcast-Version von 2000 hatte eine völlig neue, dreidimensionale Spielewelt, die vom Science-Fiction-Autor David Brin beschrieben wurde. Dadurch gab es auch eine andere Steuerung. Die Musik komponierte Tim Follin.
Die vier Teile des alternativen Universums sind:
- Isle of Tranquility
- Man's Nightmare
- Dolphin's Nightmare
- Demain of the Enemy

Es war noch ein zweites Ecco-Spiel für die Dreamcast geplant, das jedoch bereits in der Alpha-Phase abgebrochen wurde.

## Weitere Produkte
Es erschien 1993 eine 6-bändige Comic-Buchserie, die auf dem ersten Teil des Spieles beruht. Außerdem war Soundtrack von Spencer Nilsen auf der Sega-CD (Teil 2) enthalten.

## Inoffizieller Nachfolger
2013 startete der Designer der originalen Mega-Drive-Spiele von Ecco the Dolphin, Ed Annunziata, eine Kampagne auf der Crowdfunding-Plattform Kickstarter, um den inoffiziellen Nachfolger The Big Blue zu entwickeln. Das Ziel dieser Kampagne wurde deutlich verfehlt; es wurden nur 55.764 US-$ der erforderlichen 665.000 US-$ gesammelt.